# Rhiza minuta
Rhiza minuta is een vlinder uit de familie uilen (Noctuidae). De wetenschappelijke naam is voor het eerst geldig gepubliceerd in 1900 door Pungeler.
De soort komt voor in Europa.